# 榮總／東海大學站
24°10′58″N 120°36′11″E / 24.18278°N 120.60306°E
榮總/東海大學站是位於臺灣臺中市西屯區的臺灣大道幹線公車站。2014年7月27日啟用時，為台中BRT藍線車站，2015年7月8日轉型為臺灣大道幹線公車站。

第二月台欄杆尚未拆除之意象

## 車站歷史
- 2014年7月27日：正式啟用。
- 2015年6月11日：拆除第二月台欄杆
- 2015年7月8日：臺中市快捷巴士系統廢除後，原藍線車站改為臺中市公車臺灣大道幹線的公車站，有臺中市公車300路、301路、302路、303路、304路、305路、306路、307路、308路停靠本站。[2]
- 2017年5月26日：增停機場接駁公車A2路。[3]
- 2017年7月7日：增停309路公車。[4] [5]

## 車站概要
車站位於臺灣大道四段與東大路口交界地面，於2014年7月27日正式啟用。車站分為兩座地面車站，與公車專用車道同建於臺灣大道四段兩側的快、慢車道之間，設置雙向出口。

## 車站結構

### 車站車道配置
| 慢車道           | 臺灣大道四段                    |
| 側式月台（西行） |                                 |
| 公車專用車道     | ← 駛往靜宜大學方向（東海別墅）  |
| 快車道           | 臺灣大道四段                    |
| 快車道           | 臺灣大道四段                    |
| 公車專用車道     | →駛往臺中火車站方向（玉門路） → |
| 側式月台（東行） |                                 |
| 慢車道           | 臺灣大道四段                    |

### 車站出入口
榮總/東海大學站為兩座地面車站，單向共2處出口，雙向共4處。
- 東行站（往臺中火車站方向）出口設置位置
  - 1號出口：臺灣大道四段東大路一段口（東海大學大門旁）
  - 2號出口：原臺中榮總（臺灣大道）公車候車亭旁
- 西行站（往靜宜大學方向）出口設置位置
  - 1號出口：臺灣大道四段東大路一段口（臺中榮總停車場旁）
  - 2號出口：臺中榮總新門診大樓興建工程前

## 車站週邊
- 1號出口及2號出口皆可抵達
  - 東海大學
  - 臺中榮民總醫院
  - 台中市生命禮儀所(東海館)
  - 臺中捷運藍線東海大學站(規劃中)

## 慢車道公車轉乘資訊[8]
- 1號出口：
  - 臺中榮總（東大路）：68、68延、69、75、98、98繞、220、220繞、354、356
- 2號出口：
  - 臺中榮總（臺灣大道）：28、60、63、67、69、75、98、98繞、161、220、220繞、323、323區、324、325、326、356、357、359、658、659

## 腳註
1. ↑  BRT營運時間公告 的存檔，存档日期2014-10-06.，臺中市快捷巴士，2014-08-11
2. ↑  公共運輸處於6月18日公佈優化公車專用道9條公車路線圖 （页面存档备份，存于），臺中市交通局，2015-06-22
3. ↑  .   [2017-07-09]. （原始内容存档于2017-07-03）.
4. ↑  .   [2017-07-09]. （原始内容存档于2017-07-07）.
5. ↑  .   [2017-07-09]. （原始内容存档于2017-07-20）.
6. ↑  . 聯合報. 2014-07-27  [2014-08-27]. （原始内容存档于2014-07-27） （中文（臺灣））.
7. ↑  . 技師好康報. 2013年9月18日  [2014-08-30]. （原始内容存档于2014-09-03） （中文（臺灣））.
8. ↑  A17榮總東海、A18東海別墅轉乘資訊 的存檔，存档日期2016-06-02.